# Premi Oscar 1949
La 21ª edizione della cerimonia di premiazione dei Premi Oscar si è tenuta il 24 marzo 1949 a Hollywood, all'Academy Award Theater, condotta dall'attore Robert Montgomery.

## Vincitori e candidati
Vengono di seguito indicati in grassetto i vincitori. Ove ricorrente e disponibile, viene indicato il titolo in lingua italiana e quello in lingua originale tra parentesi.

### Miglior film
- Amleto (Hamlet), regia di Laurence Olivier
- Johnny Belinda, regia di Jean Negulesco
- Scarpette rosse (The Red Shoes), regia di Michael Powell e Emeric Pressburger
- La fossa dei serpenti (The Snake Pit), regia di Anatole Litvak
- Il tesoro della Sierra Madre (The Treasure of the Sierra Madre), regia di John Huston

### Miglior regia
- John Huston - Il tesoro della Sierra Madre (The Treasure of the Sierra Madre)
- Laurence Olivier - Amleto (Hamlet)
- Jean Negulesco - Johnny Belinda
- Fred Zinnemann - Odissea tragica (The Search)
- Anatole Litvak - La fossa dei serpenti (The Snake Pit)

### Miglior attore protagonista
- Laurence Olivier - Amleto (Hamlet)
- Lew Ayres - Johnny Belinda
- Montgomery Clift - Odissea tragica (The Search)
- Dan Dailey - When My Baby Smiles at Me
- Clifton Webb - Governante rubacuori (Sitting Pretty)

### Migliore attrice protagonista
- Jane Wyman - Johnny Belinda
- Ingrid Bergman - Giovanna d'Arco (Joan of Arc)
- Olivia de Havilland - La fossa dei serpenti (The Snake Pit)
- Irene Dunne - Mamma ti ricordo (I Remember Mama)
- Barbara Stanwyck - Il terrore corre sul filo (Sorry, Wrong Number)

### Miglior attore non protagonista
- Walter Huston - Il tesoro della Sierra Madre (The Treasure of the Sierra Madre)
- Charles Bickford - Johnny Belinda
- José Ferrer - Giovanna d'Arco (Joan of Arc)
- Oskar Homolka - Mamma ti ricordo (I Remember Mama)
- Cecil Kellaway - L'isola del desiderio (The Luck of the Irish)

### Migliore attrice non protagonista
- Claire Trevor - L'isola di corallo (Key Largo)
- Barbara Bel Geddes - Mamma ti ricordo (I Remember Mama)
- Ellen Corby - Mamma ti ricordo (I Remember Mama)
- Agnes Moorehead - Johnny Belinda
- Jean Simmons - Amleto (Hamlet)

### Miglior sceneggiatura
- John Huston - Il tesoro della Sierra Madre (The Treasure of the Sierra Madre)
- Charles Brackett, Billy Wilder e Richard L. Breen - Scandalo internazionale (A Foreign Affair)
- Irmgard Von Cube e Allen Vincent - Johnny Belinda
- Richard Schweizer e David Wechsler - Odissea tragica (The Search)
- Frank Partos e Millen Brand - La fossa dei serpenti (The Snake Pit)

### Miglior soggetto
- Richard Schweizer e David Wechsler - Odissea tragica (The Search)
- Malvin Wald - La città nuda (The Naked City)
- Frances Flaherty e Robert Flaherty - La storia della Louisiana (Louisiana Story)
- Borden Chase - Il fiume rosso (Red River)
- Emeric Pressburger - Scarpette rosse (The Red Shoes)

### Miglior fotografia
- Bianco e nero

- William Daniels - La città nuda (The Naked City)
- Charles B. Lang Jr. - Scandalo internazionale (A Foreign Affair)
- Nicholas Musuraca - Mamma ti ricordo (I Remember Mama)
- Ted McCord - Johnny Belinda
- Joseph August - Il ritratto di Jennie (Portrait of Jennie)

- Colore

- Joseph Valentine, William V. Skall e Winton Hoch - Giovanna d'Arco (Joan of Arc)
- Charles G. Clarke - I verdi pascoli del Wyoming (Green Grass of Wyoming)
- William Snyder - Gli amori di Carmen (The Loves of Carmen)
- Robert Planck - I tre moschettieri (The Three Musketeers)

### Miglior scenografia
- Bianco e nero

- Roger K. Furse e Carmen Dillon - Amleto (Hamlet)
- Robert Haas e William Wallace - Johnny Belinda

- Colore

- Hein Heckroth e Arthur Lawson - Scarpette rosse (The Red Shoes)
- Richard Day, Edwin Casey Roberts e Joseph Kish - Giovanna d'Arco (Joan of Arc)

### Migliori costumi
- Bianco e nero

- Roger K. Furse - Amleto (Hamlet)
- Irene - La moglie ricca (B. F.'s Daughter)

- Colore
  - Dorothy Jeakins e Karinska - Giovanna d'Arco (Joan of Arc)
  - Edith Head e Gile Steele - Il valzer dell'imperatore (The Emperor Waltz)

### Migliori effetti speciali
- Paul Eagler, Joseph McMillan Johnson, Russell Shearman, Clarence Slifer, Charles L. Freeman e James G. Stewart - Il ritratto di Jennie (Portrait of Jennie)
- Ralph Hammeras, Fred Sersen, Edward Snyder e Roger Heman - Il figlio della tempesta (Deep Waters)

### Miglior montaggio
- Paul Weatherwax - La città nuda (The Naked City)
- Frank Sullivan - Giovanna d'Arco (Joan of Arc)
- David Weisbart - Johnny Belinda
- Christian Nyby - Il fiume rosso (Red River)
- Reginald Mills - Scarpette rosse (The Red Shoes)

### Miglior sonoro
- Thomas T. Moulton e 20th Century-Fox Studio Sound Department - La fossa dei serpenti (The Snake Pit)
- Daniel J. Bloomberg e Republic Studio Sound Department - La luna sorge (Moonrise)
- Nathan O. Levinson e Warner Bros. Studio Sound Department - Johnny Belinda

### Migliore colonna sonora
- Film musicale

- Johnny Green e Roger Edens - Ti amavo senza saperlo (Easter Parade)
- Victor Young - Il valzer dell'imperatore (The Emperor Waltz)
- Lennie Hayton - Il pirata (The Pirate)
- Ray Heindorf - Amore sotto coperta (Romance on the High Seas)
- Alfred Newman - When My Baby Smiles at Me

- Film drammatico o commedia

- Brian Easdale - Scarpette rosse (The Red Shoes)
- William Walton - Amleto (Hamlet)
- Hugo Friedhofer - Giovanna d'Arco (Joan of Arc)
- Max Steiner - Johnny Belinda
- Alfred Newman - La fossa dei serpenti (The Snake Pit)

### Miglior canzone
- "Buttons and Bows", musica e testo di Jay Livingston e Ray Evans - Viso pallido (The Paleface)
- "For Every Man There's a Woman", musica di Harold Arlen, testo di Leo Robin - Casbah
- "It's Magic", musica di Jule Styne, testo di Sammy Cahn - Amore sotto coperta (Romance on the High Seas)
- "This Is the Moment", musica di Frederick Hollander, testo di Leo Robin - La signora in ermellino (That Lady in Ermine)
- "The Woody Woodpecker Song", musica e testo di Ramey Idriss e George Tibbles - Wet Blanket Policy

### Miglior documentario
- The Secret Land, regia di Orville O. Dull
- L'escluso (The Quiet One), regia di Sidney Meyers

### Miglior cortometraggio
- Symphony of a City (Människor i stad), regia di Arne Sucksdorff
- Annie Was a Wonder, regia di Edward L. Cahn
- Cinderella Horse, regia di Gordon Hollingshead
- So You Want to Be on the Radio, regia di Richard L. Bare
- You Can't Win, regia di Dave O'Brien

### Miglior cortometraggio a 2 bobine
- L'isola delle foche (Seal Island), regia di James Algar
- Calgary Stampede, regia di Saul Elkins
- Going to Blazes, regia di Gunther von Fritsch
- Samba-Mania, regia di Billy Daniel
- Snow Capers, regia di Thomas Mead

### Miglior cortometraggio documentario
- Toward Independence, regia di United States Army
- Heart to Heart, regia di Gunther von Fritsch
- Operation Vittles, regia di United States Army Air Force

### Miglior cortometraggio d'animazione
- Piccolo orfano (The Little Orphan), regia di Joseph Barbera e William Hanna
- Topolino e le foche, regia di Charles A. Nichols
- La conquista di una casa, regia di Chuck Jones
- Robin Hoodlum, regia di John Hubley
- Rullano i tam-tam, regia di Jack Hannah

## Premi onorari

### Premio speciale al miglior film straniero
- Monsieur Vincent, regia di Maurice Cloche (Francia)

### Premio speciale
- Sid Grauman, maestro dell'intrattenimento, che ha elevato gli standard delle esibizioni nel cinema.
- Adolph Zukor, un uomo che è stato definito il padre dei lungometraggi in America, per il suo lavoro nell'industria cinematografica per un periodo di oltre quarant'anni.
- Walter Wanger per i suoi servizi all'industria cinematografica, in aggiunta alla sua statura morale nella comunità mondiale per la produzione del film Giovanna d'Arco.
- Jean Hersholt per i servizi resi all'Academy durante il periodo di quattro anni come presidente.

### Premio giovanile
- Ivan Jandl

### Premio alla memoria Irving G. Thalberg
- Jerry Wald